# Gesamtgriechischer Evangelischer Verein
Der Gesamtgriechische Evangelische Verein (griechisch Πανελλήνιος Ευαγγελικός Σύνδεσμος, Π.Ε.Σ., Panellinios Evangelikos Syndesmos; auch: Griechische Evangelische Allianz) ist ein Verein der protestantischen Kirchen von Griechenland.
Das Ziel des Vereins ist es, Beziehungen zu stärken und den Geist der Einheit und der Zusammenarbeit zwischen den Kirchen zu fördern, sowie gemeinsames Auftreten nach außen zu koordinieren. Der Verein ist Mitglied der Weltweiten Evangelischen Allianz und der Europäischen Evangelischen Allianz. Vorsitzender des Vereins ist gegenwärtig ein Pfarrer der Pfingstkirche „Kirche Gottes der Verheißung“ (Εκκλησία του Θεού της Προφητείας), Antonios Charalampous (Αντώνιος Χαραλάμπους). Sitz des Vereins ist derzeit Piräus.

## Grundsätze
Der Verein vertritt in weltanschaulicher und ethischer Hinsicht eine konservativ-protestantische und in wirtschaftlicher Hinsicht eine sozial-kritische Position und setzt sich in Griechenland häufig mit der Orthodoxen Kirche auseinander. Daher werden bestimmte Grundsätze besonders hervorgehoben:
- Die Bibel als das inspirierte Wort Gottes und einzig daraus abgeleitet Leben und Glauben.
- Ein trinitarischer Gott: Vater, Sohn und Heiliger Geist.
- Inkarnation in Jesus Christus: „Gott offenbart im Fleisch“. Jesus, der gekreuzigt wurde und von den Toten auferstand.
- Rettung des Sünders durch den Glauben an das vollendete Heilswerk Christi.
- Neugeburt des Menschen und Heiligung der Gläubigen durch die Kraft des Heiligen Geistes.
- Das persönliche Zweite Kommen Jesu Christi, die Auferstehung der Toten und Endgericht, in dem die Gläubigen das ewige Leben erben und die Sünder, die die Gabe Gottes im Angesicht Christi ablehnen, ewige Verdammnis leiden.[2]

## Mitglieder
Der Verein versammelt alle protestantischen Konfessionen Griechenlands. Zu ihm gehören 23 Gemeinden der Griechischen Evangelischen Kirche, 6 Freie Evangelische Kirchen (Ελεύθερες Ευαγγελικές Εκκλησίες), 59 Pfingstgemeinden (Πεντηκοστιανοί), sowie 15 weitere Gemeinden, die sich keiner Konfession angeschlossen haben.